# Helicia shweliensis
Helicia shweliensis là một loài thực vật thuộc họ Proteaceae. Đây là loài đặc hữu của Trung Quốc. Chúng hiện đang bị đe dọa vì mất môi trường sống.